# Spalangia seyrigi
Spalangia seyrigi är en stekelart som beskrevs av Jean Risbec 1952. Spalangia seyrigi ingår i släktet Spalangia och familjen puppglanssteklar.
Artens utbredningsområde är Madagaskar. Inga underarter finns listade i Catalogue of Life.